# Whytockia purpurascens
Whytockia purpurascens är en tvåhjärtbladig växtart som beskrevs av Y.Z. Wang. Whytockia purpurascens ingår i släktet Whytockia och familjen Gesneriaceae. Inga underarter finns listade i Catalogue of Life.